# 무현, 두 도시 이야기
"무현, 두 도시 이야기"(Moo-hyun, Tale of Two Cities)는 한국에서 제작된 전인환 감독의 2016년 다큐멘터리 영화이다. 노무현 등이 주연으로 출연하였다.

## 출연

### 주연
- 노무현
- 김원명
- 김하연
- 백승영
- 조덕희
- 박영희
- 장철영
- 윤종훈
- 이종우

## 기타
- 총괄프로듀서: 조은성
- 프로듀서: 조은성
- 프로듀서: 김수범
- 공동프로듀서: 이지영
- 주제가: 전인권
- 촬영감독: 김동효